# Piaractus mesopotamicus
Piaractus mesopotamicus är en fiskart som först beskrevs av Holmberg, 1887.  Piaractus mesopotamicus ingår i släktet Piaractus och familjen Characidae. Inga underarter finns listade i Catalogue of Life.